# Daria Werbowy
Daria Werbowy (ukrainska: Дарія Вербова), född 19 november 1983 i Krakow i Polen, är en polsk-kanadensisk modell. Hennes föräldrar är födda i Ukraina. Werbowy flyttade vid tre års ålder till Kanada. Hon har synts i stora kampanjer för bland annat Lancôme.
År 2004 fotograferades hon för Vogue av fotografen Helmut Newton. Werbowy har även varit modell för Hennes & Mauritz i Sverige. Hon avslutade modellkarriären 2016.